# Чудинка (Мордовия)
Чудинка — деревня в Атюрьевском районе Мордовии. Входит в состав Атюрьевского сельского поселения.

## История
В «Списке населённых мест Тамбовской губернии» (1866 г.) значится владельческой деревней в 30 дворов в составе Темниковского уезда. Названа по фамилии владельцев Чудиных.

## Население
| 2002 | 2010 |
| ---- | ---- |
| 206  | ↘171 |

Национальный состав
Согласно результатам Всероссийской переписи населения 2002 года, в национальной структуре населения мордва составляла 84 %.